# Czarnoty (powiat siedlecki)
Czarnoty – wieś w Polsce położona w województwie mazowieckim, w powiecie siedleckim, w gminie Paprotnia. Ma status sołectwa.
Wierni Kościoła rzymskokatolickiego należą do parafii św. Bartłomieja Apostoła w Paprotni.
W latach 1975–1998 miejscowość należała administracyjnie do województwa siedleckiego.
W miejscowości działa założona w 1968 jednostka ochotniczej straży pożarnej. Od 1997 jednostka działa w strukturach Krajowego systemu ratowniczo-gaśniczego. Straż posiada dwa samochody ratowniczo-gaśnicze: GBA 2/16 Volvo FL6 oraz GBAM 2,5/16+8 Star 244.